# المحافظة الشمالية الوسطى (سريلانكا)
المحافظة الشمالية الوسطى (بالسنهالية: උතුරු මැද පළාත)‏(بالتاميلية: வட மத்திய மாணம்)‏ هي إحدى محافظات سريلانكا التسع عاصمتها انورادهابورا. تبلغ مساحتها 10,472 كيلومتر مربع وهي أكبر محافظة حسب المساحة، ويبلغ عدد سكانها 1,266,663 نسمة وهي ثالث أقل محافظة حسب عدد السكان.
تشترك في الحدود مع: المحافظة الشمالية والمحافظة الوسطى والمحافظة الشرقية والمحافظة الشمالية الغربية.

## التاريخ
أُنشأت المحافظة في عام 1873 من المحافظة الشمالية الجنوبية (منطقة نوارا كالاوية) والمحافظة الشمالية الغربية (منطقة تامانكادوا). لم تكن للمحافظات أي سلطة قانونية حتى عام 1987 عندما منحها التعديل الثالث عشر لدستور سريلانكا صلاحيات إدارية عبر مجالس المحافظات.

## السكان

### الأعراق
| المجموعة       | السكان    | %       |
| -------------- | --------- | ------- |
| سنهاليون       | 1,151,005 | 90.87%  |
| مسلمو سريلانكا | 100,869   | 7.96%   |
| تاميليون1      | 12,667    | 1.0%    |
| أخر            | 2,122     | 0.17%   |
| المجموع        | 1,266,663 | 100.00% |

1 تاميليو سريلانكا وIndian Tamils.

### الأديان
أديان المحافظة (تعداد 2012)
| الدين     | تعداد 2012 | تعداد 2012 |
| الدين     | العدد      | %          |
| --------- | ---------- | ---------- |
| البوذية   | 1,139,595  | 89.97%     |
| الإسلام   | 101,958    | 8.05%      |
| المسيحية  | 14,875     | 1.17%      |
| الهندوسية | 10,117     | 0.80%      |
| أخر       | 118        | 0.009%     |
| المجموع   | 1,266,663  | 100%       |

### التوظيف
| الفئة                                | المجموع | النسبة المئوية للذكور | النسبة المئوية للإناث |
| ------------------------------------ | ------- | --------------------- | --------------------- |
| عاملو القطاع الحكومي                 | 100,045 | 76.1                  | 23.9                  |
| عاملو القطاع شبه الحكومي             | 9,737   | 69.4                  | 30.6                  |
| عاملو القطاع الخاص                   | 84,916  | 72.7                  | 27.3                  |
| عاطلون                               | 7,176   | 83.9                  | 16.1                  |
| ذوي الأعمال الخاصة                   | 231,848 | 80.4                  | 19.6                  |
| العاملون في الأعمال الأسرية بدون أجر | 50,975  | 28.9                  | 71.1                  |
| المجموع                              | 484,697 | 72.6                  | 27.4                  |

## روابط خارجية
- North Central Province Provincial Council
- Cities in North Central province